# Franz Santifaller
Franz Santifaller (* 14. Dezember 1894 in Meran; † 12. Jänner 1953 in Innsbruck) war ein österreichischer Bildhauer.

## Familie und Leben
Der Familienname Santifaller leitet sich von der Hofstelle Santuel in den Grödener Bergen ab und erscheint schon im Jahre 1412 in den Kirchenbüchern von Brixen auf.
Der Vater stammte aus Gröden, die Mutter, eine geborene Langes, gehörte einer ansehnlichen Bauernfamilie aus Tisens oberhalb von Meran an. Nach der Volksschule kam Santifaller seinem Willen folgend in die k. k. Bildhauerschule in Laas, wo sich die großen Marmorbrüche befinden. Nach Beendigung dieser Lehrzeit besuchte er in Bozen die Gewerbeschule. 1914 musste er zu den Kaiserschützen einrücken und kam an die russische Front. 1916 kam er invalid nach Wien, wo er ein Jahr lang (1918/19) bei Anton Hanak studierte. 1920 ermöglichte ihm ein Stipendium vertiefende Studien in Rom und an der Kunstakademie in Paris, wo er sich von Antoine Bourdelle und Charles Despiau beeinflussen ließ. Seit 1920 hatte Santifaller seinen ständigen Sitz in Innsbruck und arbeitete als freischaffender Künstler in seinem Atelier in Mariahilf Nr. 7. 1948 kam die Berufung zum Leiter einer Meisterschule an der Akademie der bildenden Künste in Wien. Nach schwerem Leiden verstarb der Künstler in Innsbruck.

## Öffentliche Ankäufe
- Österreichische Galerie Belvedere, Wien
- Staatliche Graphische Sammlung Albertina, Wien
- Museum Ferdinandeum, Innsbruck
- Museum der Stadt Meran

## Werke – Plastiken (Auswahl)

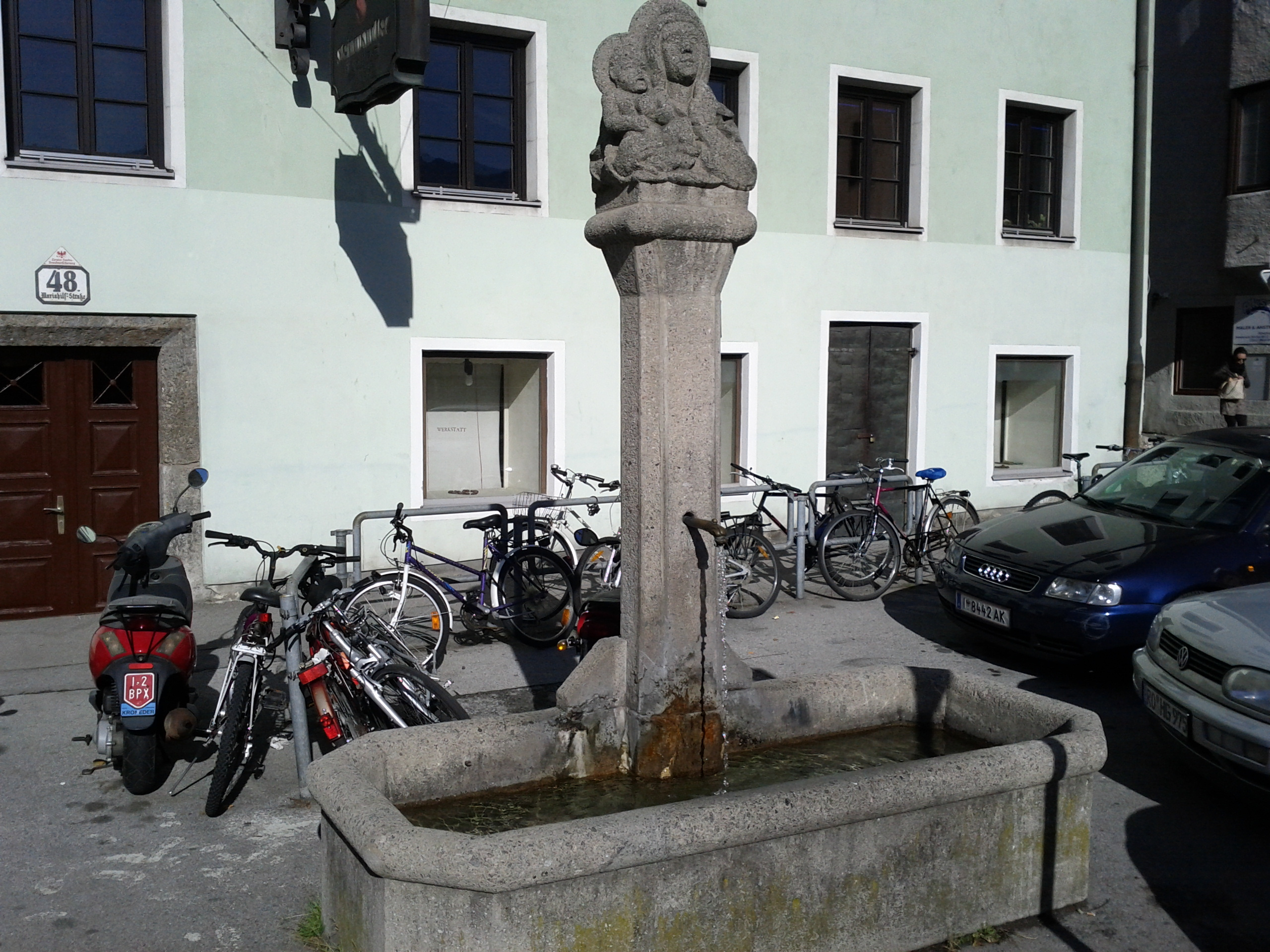
Mariahilfbrunnen in Innsbruck (1926)

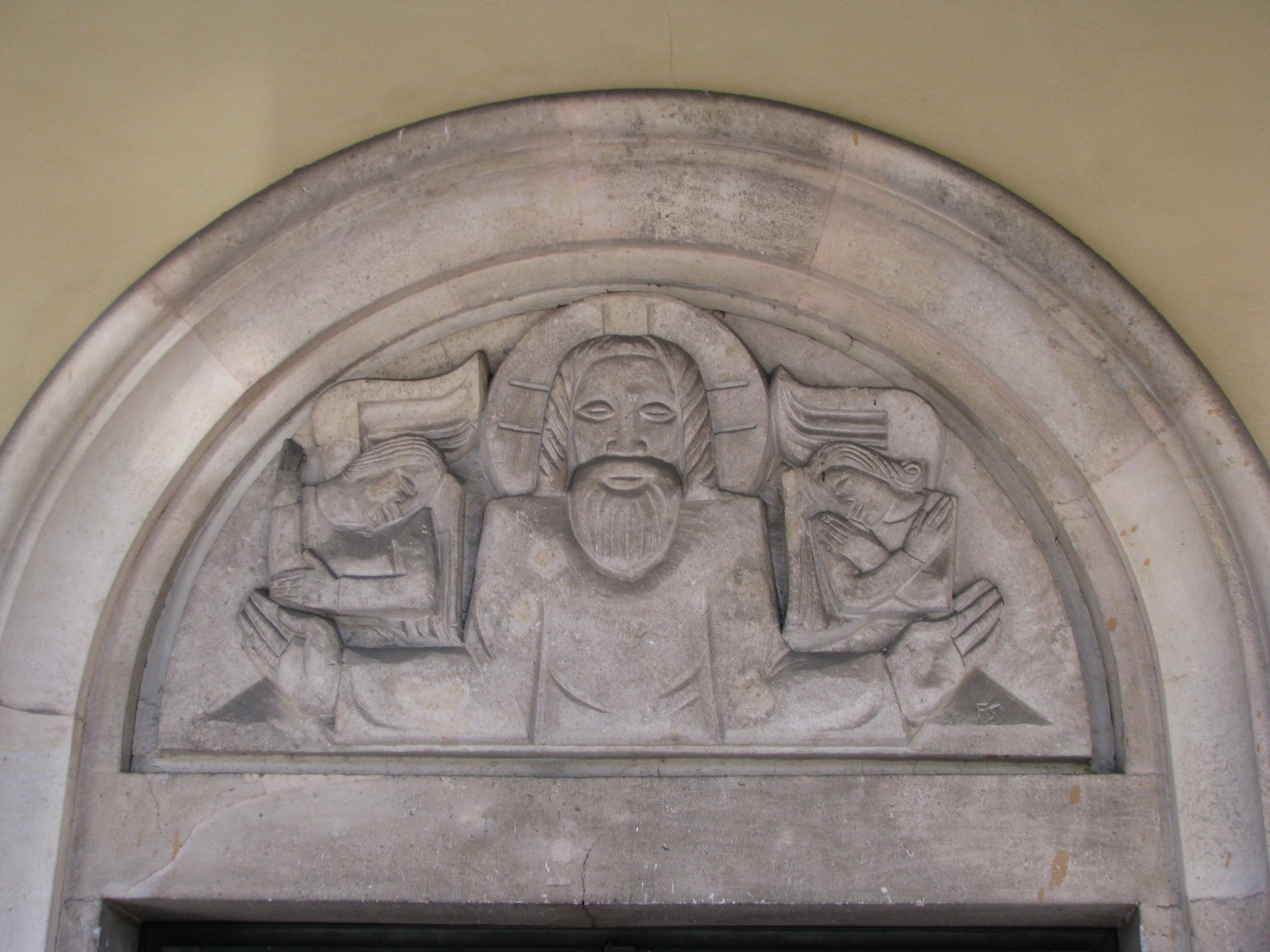
Tympanonrelief über dem mittleren Portal der Kapelle des Innsbrucker Westfriedhofs (1927)

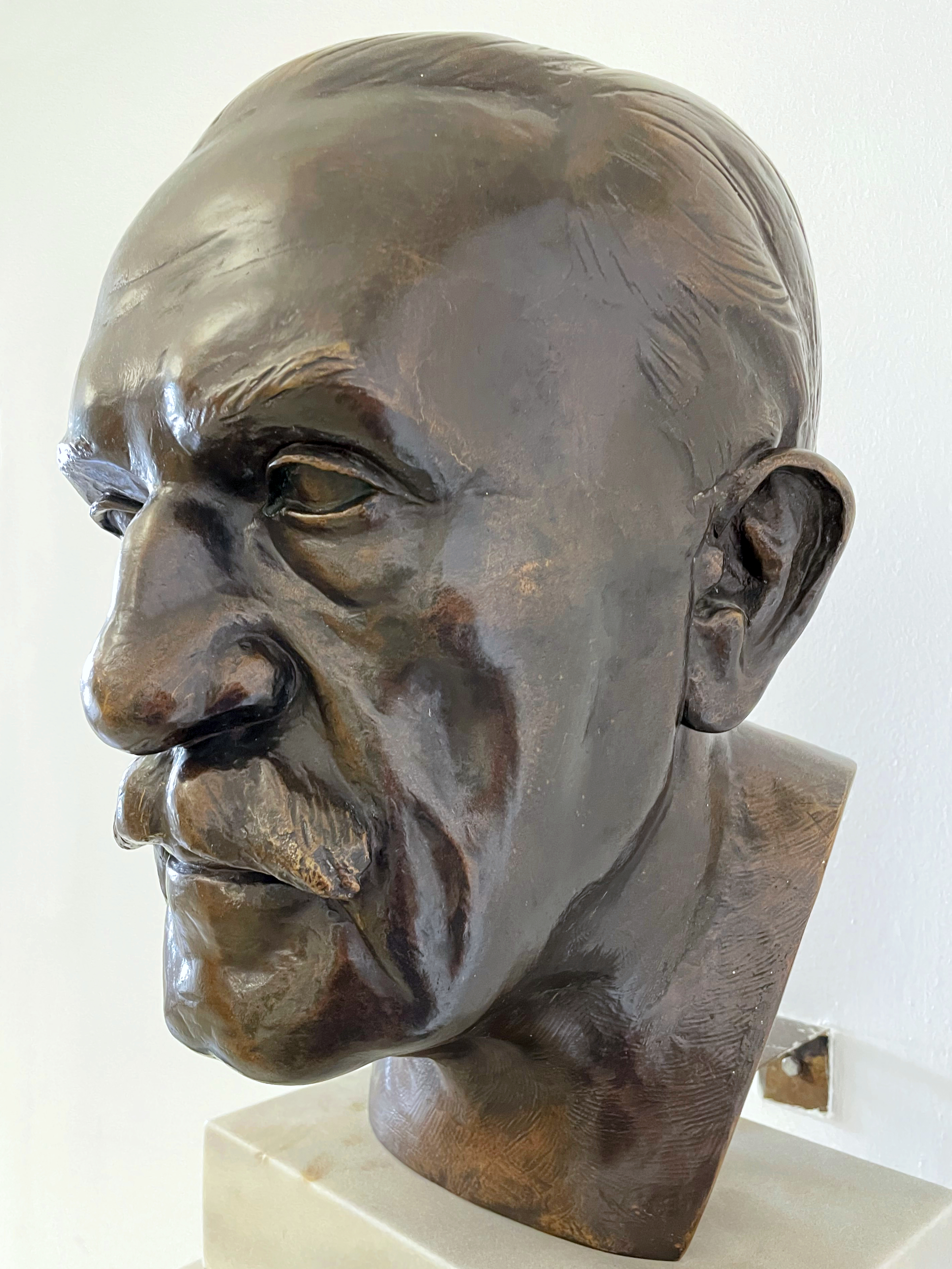
Bronzebüste des Innsbrucker Mediziners Carl Mayer (1936/37)

- Friedrich Wilhelm Ellmenreich, Porträtrelief in Laaser Marmor. 1918.
- Höttinger Kriegerdenkmal 1914–1918, Kunststein. 1921/22.
- Das Leid, Bildnis der Tragödin Auguste Welten. Laaser Marmor. 1922
- Pietà vom Kriegerdenkmal 1914–1918. Gossensaß am Brenner, Laaser Marmor. 1924.
- Totenmal. Porphyrrelief im Friedhof zu Sexten, Pustertal. 1924.
- Toter Krieger vom Kriegerdenkmal in Sexten. Südtirol, Roter Porphyr. 1925/26.
- Muttergottes mit Kind als Krönung der Brunnensäule am Mariahilfplatz in Innsbruck, Kunststein. 1926.
- Traubentragende Putten, Relief in Laaser Marmor. Villa Achammer in Mühlau bei Innsbruck.
- Giebelfigur für den österreichischen Pavillon der Biennale in Venedig. 1926.
- Bildnis des Hoteliers Friedrich L. Freytag, 1926. Der Dargestellte war ein Pionier des Meraner Gastgewerbes. Ein Exemplar der Bronzebüste am Grab Freytags im Meraner Städtischen Friedhof, ein zweites als Leihgabe im Meraner Museum.
- Christus am Kreuz, Hartholz, 1926/27. Schutzhütte Comperdell bei Serfaus.
- Figurentriptychon Glaube – Hoffnung – Liebe, Lindenholz. 1926/27. Innsbrucker Westfriedhof, Einsegnungshalle.
- Christus und die vier Evangelisten in den drei Tympana der Einsegnungshalle am Innsbrucker Westfriedhof, 1928.
- Wappen der Stadt Innsbruck mit Jahreszahl 1928. Relief in Kunststein. Bauplastik an der Fassade des Milchhofs in Innsbruck.
- Adlerwappen der österreichischen Republik, Kupferblechtreibarbeit. 1928. Innsbruck, Eingang der Arbeiterkammer. Ursprünglich für die Arbeiterkammer in Linz bestimmt, ersetzte der Adler in Kupferblech einen gleichen in Kunststein von 1932, der in Innsbruck zwischen 1938 und 1944 entfernt worden war.
- Hl. Notburga. 1928. Im Auftrag der Tiroler Landesregierung 1954 nach dem Wachsmodell im Nachlass gegossen und vom Land angekauft.
- Büste des Tiroler Dichters Heinrich von Schullern, 1928. Tiroler Landesmuseum Ferdinandeum, Innsbruck. Fertig modelliert für Bronze oder Stein.
- Südtiroler Bauernmädchen (Bildnisstudie Mathilde Schrott). 1928. Neustift bei Brixen.
- Bildnis des Komponisten Karl Koch, 1929.
- Arbeiter des Geistes, Bronzefigur. 1928/29. An der Fassade über dem Eingang der Arbeiterkammer in Linz a. d. Donau. Während des Zweiten Weltkrieges abmontiert und in Ebelsberg eingeschmolzen.
- Reliefs mit Spielzeug, Tieren, Gestirnen. Dekorative Bauplastik (Verzierung der Fensterstöcke) in Kunststein an den Straßenfassaden des Kindergartens in Innsbruck-Pradl. 1930.
- Portraitbüste Nationalrat Hans Muchitsch, Laaser Marmor. 1930.
- Bildnisbüste des Tiroler Dichters Joseph Georg Oberkofler, Bronze. 1930.
- Bronze Büste des Innsbrucker Architekten Hans Fritz. Eigentlich eine Bronzemaske, 1931. Wiener Galerie des Belvedere (erworben 1933).
- Bronzebüste des Abgeordneten Josef Holzhammer (1850–1942), Ausführung in Bronze und Marmor. 1932. Bronzebüste am Grabe Holzhammers und in der Vorhalle der Innsbrucker Arbeiterkammer. Eine Marmorbüste im Stiegenhaus der Innsbrucker Gebietskrankenkasse, deren Gründer Holzhammer war.
- Marmorbüste des Tiroler Dichters Heinrich von Schullern. 1932. Von der Tiroler Landesregierung 1953 für das Museum Ferdinandeum erworben.
- Pomona, Bozzetto in Bronze. 1932–1934. Wien, Österreichische Galerie im Belvedere (erworben 1935).
- St. Franziskus, Eichenholz. 1933. Bozen, Neuer städtischer Friedhof, Arkade der Franziskaner.
- Bronzebüste der Anna Gräfin du Parc, 1934, Meran, Schloss Rubein.
- Porträt des hundertjährigen Bärenwirten Hans Innerhofer in Innsbruck. 1934/35. Innsbruck, Museum Ferdinandeum und Meran, Stadtmuseum, in dessen Auftrag vom Herbst 1934 der Künstler das Bronzebildnis des am 27. September 1836 in Meran geborenen schuf.[1]
- Porträtbüste des österreichischen Bundeskanzlers Kurt von Schuschnigg, Bronze, 1934/35. Österreichischer Pavillon der Brüsseler Weltausstellung 1935. Nach der Ausstellung im Bundeskanzleramt in Wien aufbewahrt, wurde das Werk nach 1938 eingeschmolzen.
- Bildnisbüste Ernst Rüdiger Fürst Starhemberg. Wien 1935.
- Gekreuzigter mit Engeln, Bronzerelief. Milland bei Brixen. Grabmal des Primararztes Dr. Pius Dejaco. 1935.
- Vier Apostel – St. Jakobus d. J., Simon, Judas Thaddäus und Thomas. Sandstein. 1935–1936. Wien-Floridsdorf, Katholische Pfarrkirche Floridsdorf, oberste Nischenreihe der Fassade. Der Architekt der Kirche war Prof. Ing. Robert Kramreiter.
- Bronzebüste eines Alt-Wieners (Hofrat Dr. Arthur Ender). 1936.
- Bronzebildnis Universitätsprofessor Carl Mayer, 1936/37. Innsbruck, Eingangshalle der Psychiatrisch-Neurologischen Klinik. Ein zweites Exemplar im Tiroler Landesmuseum Ferdinandeum. Die Büste entstand über Anregung von Dozent Dr. Hans Ganner nach dem Ableben des Gelehrten († 24. April 1936).
- Porträtrelief Anna von Schullern, geb. von Thurn (†). Laaser Marmor, lebensgroß. 1938. Innsbruck, Westfriedhof.
- Christuskopf, 1938/39. In Bronze ausgeführt, befindet sich das Werk am Grabstein des Künstlers in Innsbruck, Mariahilfer Friedhof. Voll Schmerz über die Umsiedlung der deutschen Bevölkerung nannte Santifaller den Kopf „In memoriam Südtirols 1939“.
- Drei Geschwister. Porträtrelief. Heute in Philadelphia (USA). Die Dargestellten sind die Kindes des frühverstorbenen (1935) Malers Peter Wackerle.
- Wappen für die Glockengießerei Graßmayr in Innsbruck. 1946, im Besitz der Glockengießerei Grassmayr.
- Grabmal Mathilde Pancheri. Laaser Marmor. 1947. Innsbruck, Mühlauer Friedhof.
- Bronzebüste des Historikers Universitätsprofessor Leo Santifaller. 1950.